# Tabanus mazzottii
Tabanus mazzottii är en tvåvingeart som beskrevs av Philip 1954. Tabanus mazzottii ingår i släktet Tabanus och familjen bromsar.
Artens utbredningsområde är Hidalgo (Mexiko). Inga underarter finns listade i Catalogue of Life.